# Sociedad Sande

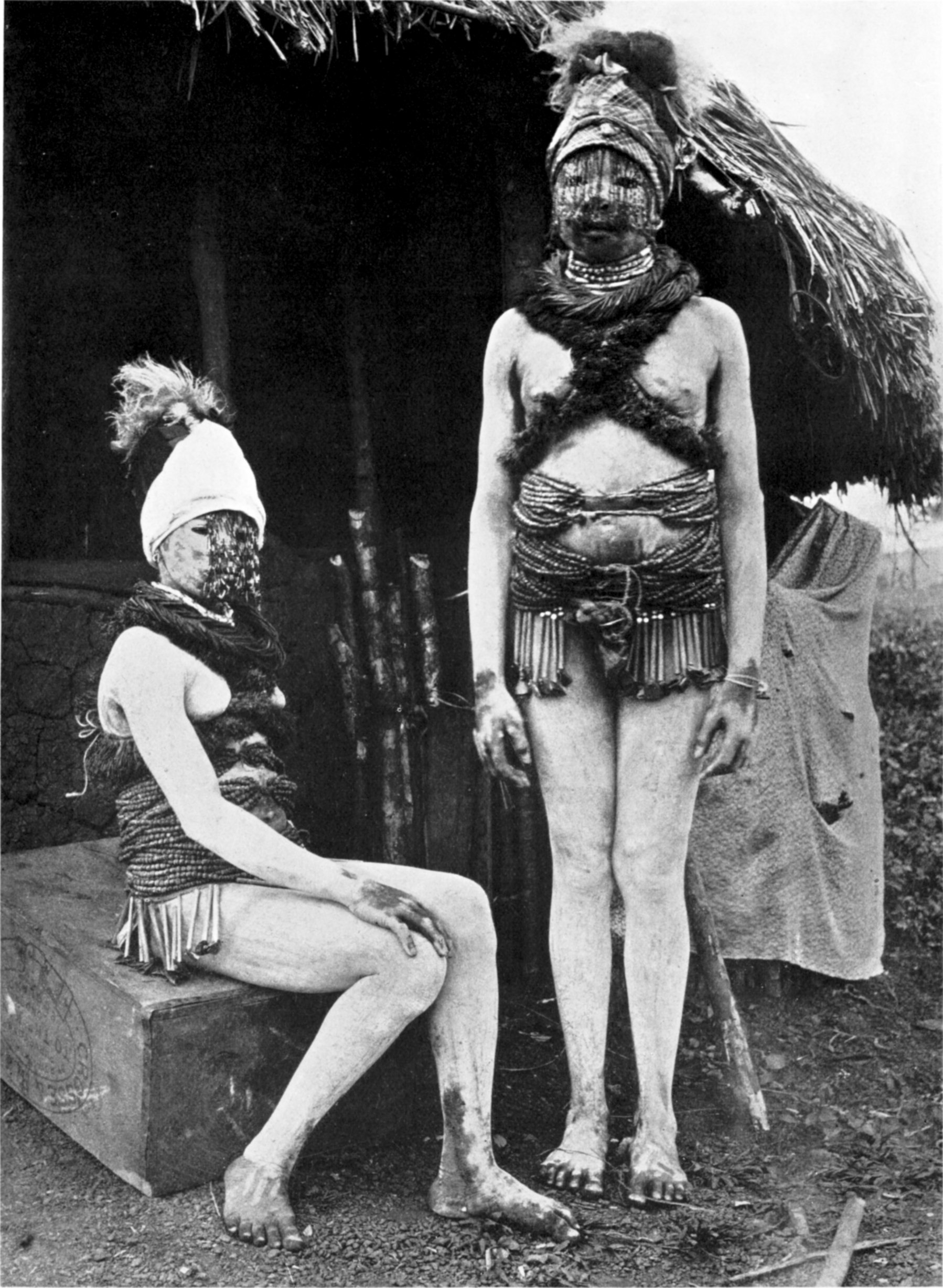
Iniciadas de la sociedad Sande con marcas hechas de una mezcla de arcilla blanca y de grasa animal llamada Hojo o Wojeh.

La sociedad Sande (o Sandé), llamada también zadegi, bundu, bundo o bondo, es una sociedad iniciática femenina de Liberia, de Sierra Leona y de Costa de Marfil. La sociedad Sande inicia a las jóvenes mujeres al pasaje a la edad adulta por rituales, incluyendo las mutilaciones génitales. Sus partidarios aducen que eso aumenta la fertilidad y que permite inculcar las nociones de moral así como incitar a un comportamiento sexual adecuado con el fin de mantener un interés duradero para el bien de la comunidad. La sociedad asume los intereses sociales y políticos de las mujeres, y promueve la solidaridad con la sociedad poro, su vertiente masculina.
Las máscaras en madera de la sociedad Sande son escasas, es el único ejemplo de máscaras tradicionales controladas únicamente por mujeres, lo que pone de manifiesto su posición social en esta región.

## Área geográfica

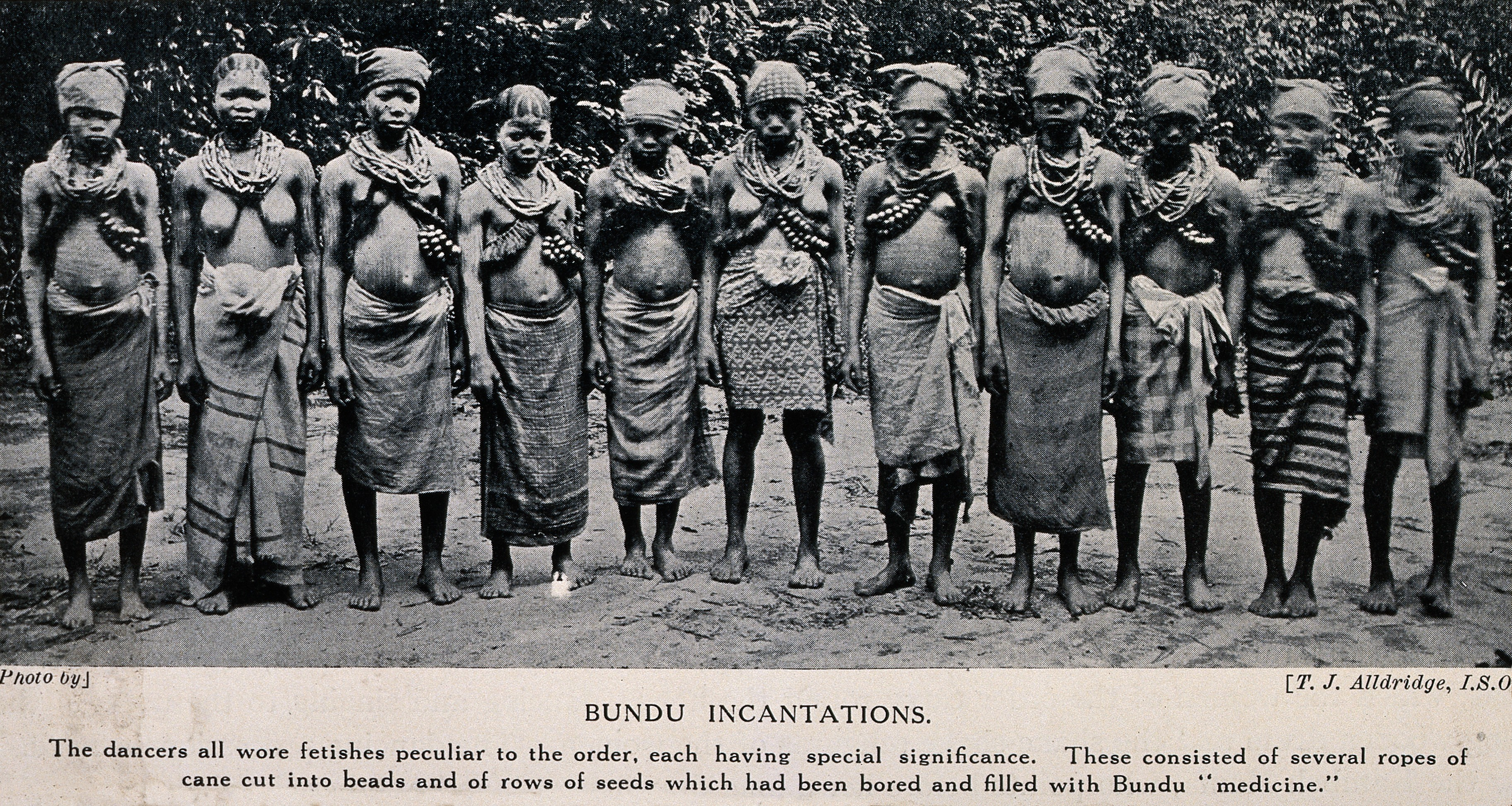
Adolescentes en el transcurso de iniciación, Sierra Leona. Texto: Las danzantes llevan todos los fetiches específicos, cada uno teniendo una significación particular.

La sociedad Sande se encuentra en toda la región del centro-oeste atlántico africano, una región diversa desde el punto de vista lingüístico y étnico. Está circunscrita en los bosques litorales entre el río Scarcies, que nace en Guinea y fluye en Sierra Leona, y el Cabo Palmas, al sur del Liberia. Desde 1668, un géografo neerlandés, Olfert Dapper, publicó una descripción de la sociedad sandy, ubicada en la región del condado de Grand Cape Mount, en Liberia, sobre la base de un testimonio de primera mano que data sin duda de 1628.
La visión antropológica considera que la sociedad Sande encuentra su origen en los Gola y posteriormente se ha difundido en las zonas vecinas, de población Mendé y Vai. Otros grupos étnicos han adoptado el ritual Sande hasta el siglo XX. Hoy, la institución está presente entre los Bassa, los Gola, los Kissi, los Kpelle, los Loma, los Mano y los Vaï del Liberia, los Kono, los Limba, los Mendé, los Sherbro, los Temnés y los Jalonkés de Sierra Leona así como entre las poblaciones de estos mismos grupos establecidas en Guinea.

## Características comunes

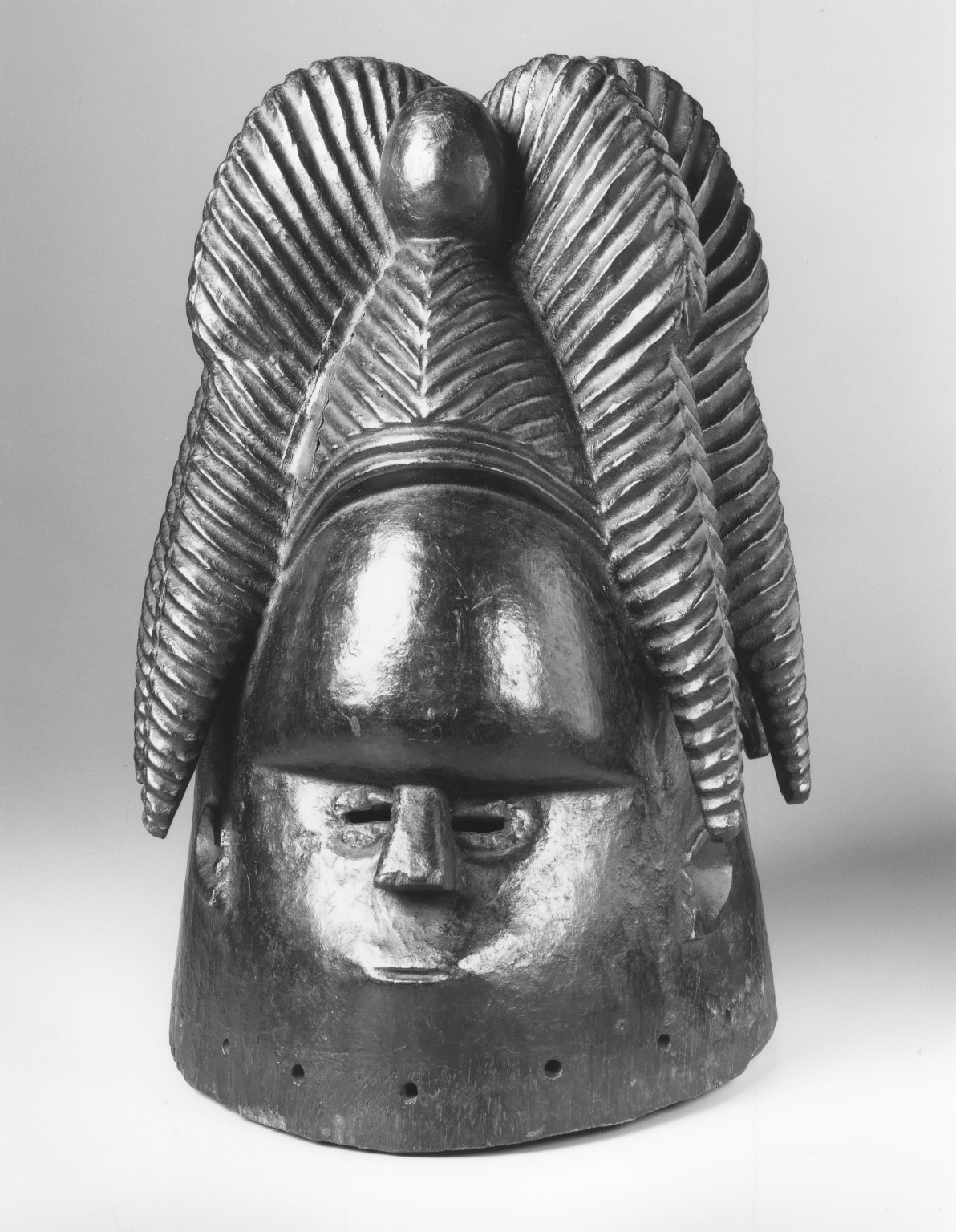
Máscara-heaume en madera de la sociedad Sande (inicios del).

Los característicos comunes a todas estas asociaciones femeninas son :
- iniciación de grupo en zonas aisladas del bosque ;
- como consecuencia de la iniciación, el uso de un nombre conferido por la sociedad Sande que sustituye al nombre de nacimiento ;
- un gobierno, estructurado jerárquicamente asegurado por mujeres ;
- una promesa de secreto hacia hombres y mujeres no-iniciadas ;
- prácticas de mutilaciones genitales femeninas.

Otro rasgo característico es la máscara-heaume en madera y el vestido en fibras de raphia, llevados por los dignitarios de la sociedad Sande, característica ausente en los Kono, los Loma y los Mano.

## Variantes regionales
Aunque los antropólogos y los historiadores de arte describen a veces la sociedad Sande como un todo global y pan-étnico, existen importantes variaciones locales. Los grupos étnicos donde existe la sociedad Sande practican lenguas que pertenecen a tres familias, las lenguas mandées, las lenguas mel y las lenguas Kua. Pueden ser animistas o, como los Mendé, los Vaï y los Jalonkés, tener una población musulmana significativa.
En algunos pueblos, tales como los Bassa, los Kissi y los Kono, la sociedad masculina correspondiente, el Poro, no está  presente. Entre los Dei y los Loma, la sociedad Sande admite regularmente hombres ( herreros como especialistas de los ritos) y, en los Gola, el espíritu representado por la máscara está considerado como masculino antes que femenino. El símbolo por excelencia del Sande para la mayoría de los grupos étnicos, la máscara-heaume, es totalmente ausente en los Kpelle, los Kono, los Loma y los Mano.

## Iniciación y transformación

### Secuestro y mutilaciones genitales femeninas
Las adolescentes son iniciadas en grupo durante la estación seca, después de las cosechas, en un claro especialmente acondicionado en el bosque en los alrededores de la ciudad o del pueblo. La iniciación dura varias semanas o varios meses, en función de criterios tales como la edad, el linaje, el nivel de escolarización y la pertenencia étnica.
En el pasado, las jóvenes podían mantenerse más de un año en el bosque, periodo durante el cual cultivaban el arroz para los dignatarios Sande. Además del trabajo efectuado por su cuenta, las dirigentes Sande percibían de los padres o de los futuros esposos (la iniciación no puede realizarse a una mujer casada) una suma sustancial correspondiente al derecho de iniciación.
Como lo relata Carol MacCormack :

Poco después de su entrada en el bosque las jóvenes sufren un acto quirúrgico por parte de una mujer Bundu momento en el que el clítoris y una parte de los labios vaginales sufren la excisión. Es una mujer Majo (Mendé) o la jefa de un grupo Bundu local quien practica habitualmente esta operación. Una mujer Bundu me ha dicho que la excisión aumentaba la posibilidad de tener más hijos. Una Majo con la reputación de «tener una mano hábil» atraerá a muchas iniciadas mejorando su prestigio social en el proceso. Los informadores dicen también que la operación hace que las mujeres estén más limpias.
Carol MacCormack

Muchas de las que sobreviven a esta «cirugía» sufrirán complicaciones a lo largo de toda su vida. Además de los órganos genitales mutilados se practican numerosas laceraciones en la piel y largas cicatrices marcan la vida de las iniciadas.

### Aprendizajes como consecuencia de la iniciación

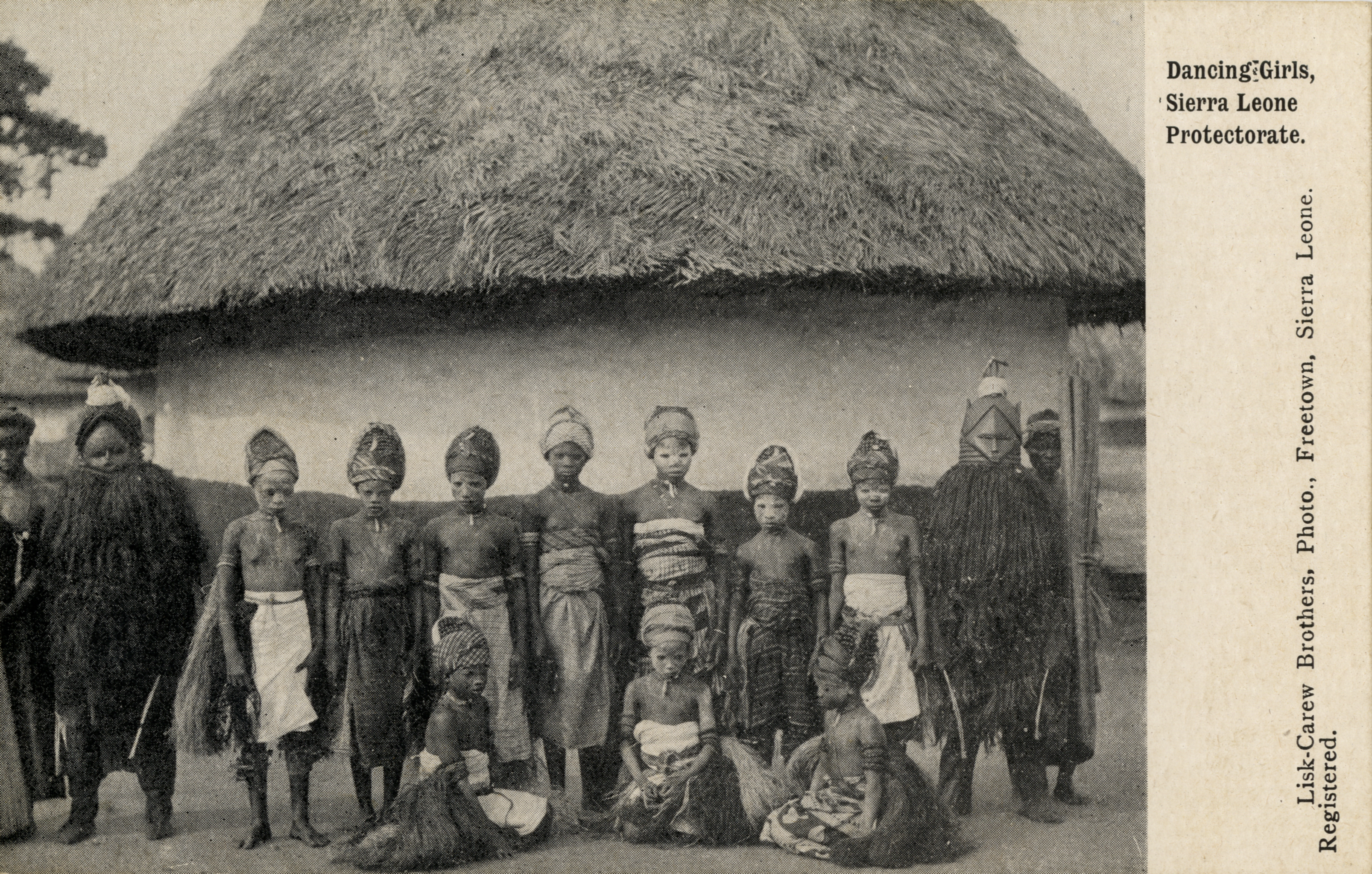
Iniciadas de la sociedad Sande, Sierra Leona. Al lado de las jóvenes mujeres, mujeres enmascaradas encargadas de la iniciación.

Después de la cicatrización de sus heridas, las jóvenes mujeres son instruidas en materia de competencias domésticas, de agricultura, en cuestiones sexuales y en baile y medicina. Se enseñará competencias específicas como la del tinte de los tejidos se enseñarían a las que habrían demostrado aptitudes particulares o, según ciertas fuentes, a las jóvenes mujeres de altura linaje. Un antropólogo ha sugerido que las jóvenes mujeres « aprendían un poco más de lo sabían antes de penetrar en el bosque… o lo que habrían aprendido en este estadio de su vida si no habían resultado miembros de una sociedad secreta.
En esta perspectiva, el aprendizaje es más simbólico que utilitario ; lo esencial de los aprendizajes implican la sumisión a la autoridad y el respeto absoluto del secreto. Otras fuentes sugieren que el acento no se pone sobre el aprendizaje de nuevas aptitudes sobre su trabajo. En vez de asumir su trabajo en tanto que chica, anticipan a asumirlo en tanto mujer que deberá cooperar con las co-esposas y los padres de su marido.

### Cohesión de grupo
MacCormack anota que la larga estancia en bosque y los riesgos compartidos de la « cirugía » contribuyen a fundar un grupo cohesionado. No obstante, « Hay placeres a compartir, además de las pruebas, y las jóvenes van con mucho gusto a su lugar de iniciación. La comida es abundante dado que la iniciación se lleva a cabo en la estación seca, después de la cosecha y la familia de cada niña tiene la obligación de enviar grandes cantidades de comida para ella. También hay los Bundu canciones, bailes e historias para disfrutar de la noche junto al fuego. Los relatos suelen terminar en una lección moral en relación con las leyes Bundu, transmitidas por los antepasados de la sociedad secreta.
La transformación moral de la iniciada, de niña a adulta, se desarrolla en tres etapas (novicia → virgen → mujer), marcadas por las apariciones públicas en la ciudad o en el pueblo. Un símbolo clave es la travesía metafórica del agua, reino de los ancestros.

## Tradición de la máscara en Liberia
En África, de una manera general, las mujeres no llevan máscaras. Pero en esta región implicada, la mayoría de máscaras y las más importantes están confeccionadas por ser utilizadas por las mujeres de la sociedad Sande. Varios tipos de máscaras, algunas en madera pero muchas en cuero, pieles y tejidos, son utilizadas en relación con su contraparte masculina del ritual Poro. Las máscaras utilizadas en estas sociedades tienen una iconografía común en toda la zona, pero cada una es conocido por un nombre personal que es propio y que corresponde a la fuerza espiritual que concede localmente la sociedad del Poro o del Sande implicada.

### Iconografía de las máscaras-heaumes Mendé y Vaï

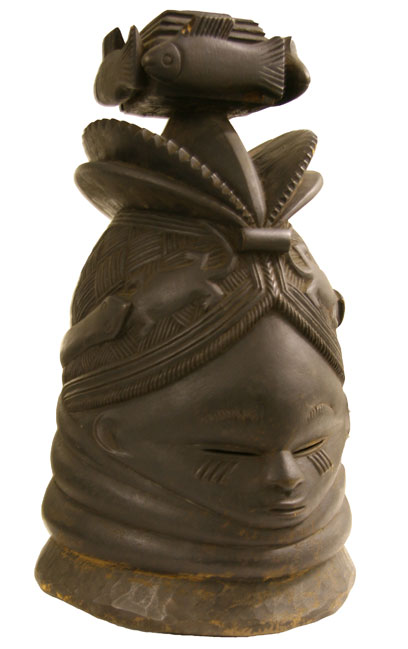
Máscara Sowo, conservada en el Victoria and Albert Museum, Londres (hacia 1953).

Este tipo de máscara, a menudo llamada bundu, se utiliza la ocasión de las ceremonias de iniciación que celebra una transición exitosa hacia la feminidad.
En los Mendé, 

le terme sowo se réfère à la fois à l'entité surnaturelle qui symbolise la société secrète féminine et le danseur masqué dont le masque anthropomorphique noir et poli et le corps recouvert de raphia sont investis de sa présence et de son pouvoir

Además de su utilización en las ceremonias de iniciación de las jóvenes, la máscara sowo aparece en público durante los acontecimientos de la entidad tales como la visita de importantes entidades dignatarias, la coronación y los funerales de los jefes. En estas ocasiones, su presencia pretende afirmar la importancia de la cohesión de la comunidad y la fuerza política de la sociedad Sande.
Según Dubinskas, los Mendé dicen de una máscara sowo finamente esculpida que es nyande (bueno, bonito, hermoso y estéticamente agradable) cuando comprende los elementos siguientes, cada uno tiene un significado simbólico :
- una frente elevada : sabiduría e inteligencia ;
- de los ojos bajados, somnolientos : modestia ;
- un color negro brillante : misterio ;
- anillos en el cuello : salud y prosperidad (simboliza también la mítica emergencia del agua) ;
- pájaros : mensajeros entre espíritus y humanos ;
- cauris : riqueza ;
- tejido blanco : pureza ritual ;
- peces, serpientes y tortugas : la casa del sowo en las orillas;
- cuernos de antílopes y lasimo (texto) : « buena medicina » (hale nyande) ;
- una olla con tres pies : representa el sowo como depositario del saber femenino y es un símbolo doméstico.

Los ojos de la máscara tienen que ser ligeramente sobredimensionados, para indicar la sensatez y la sabiduría mientras que la nariz y la boca tienen que ser más pequeñas que las de un ser humano (cánones de la belleza femenina en las Mendé),.

## Alternancia de los roles entre las sociedades Sande y Poro
En la región, la complementariedad de los roles femeninos y masculinos (rol de género), evidente en actividades tales como la agricultura, la confección de tejidos y las representaciones musicales, alcanza su plena expresión. Las mujeres Sande y los hombres iniciados al Poro alternan al frente de la gobernanza política y ritual de « la tierra » (concepto que abraza el mundo natural y sobrenatural) por periodos de tres y cuatro años, respectivamente. 
Durante la soberanía Sande, todos los símbolos de la sociedad masculina están prohibidos. Al finalizar este periodo de tres años, el poder cambia y pasa a las manos de los iniciados del Poro por cuatro años, después de lo cual el ciclo se reinicia. La alternancia de los ciclos de iniciación, de tres años para las mujeres y de cuatro años para los hombres, es un ejemplo de la utilización del número 3 y 4 que sirven a indicar el género de las personas ; sumados, su total es 7, un número sagrado en la región.

## Amenazas de muerte en contra de una periodista de Liberia
En 2012, la periodista liberiana Mae Azango recibió amenazas de muerte de varias sociedades Sande por haber relatado las prácticas de mutilaciones genitales femeninas que perpetraban.